# Carl-Frederik Bévort
Carl-Frederik Bévort (Kopenhagen, 24 november 2003) is een Deens wielrenner die zowel op de baan als op de weg actief is. Anno 2024 rijdt hij bij de wielerploeg Uno-X Mobility.

## Carrière
Als beloftevolle renner won Bévort bij de amateurs het merendeel van de wedstrijden waar hij aan deelnam. Tot en met 2021 was hij rijdende bij zijn lokale amateurploeg in de Deense hoofdstad Kopenhagen. In 2022 en 2023 reed hij bij de opleidingsploeg van de Noorse ploeg Uno-X Mobility. Namens deze ploeg won hij in 2023 Fyen Rundt. Op de baan is hij veelal succesvol bij de ploegenachtervolging. Eveneens in 2023 won hij goud op het Wereldkampioenschap baanwielrennen op het onderdeel ploegenachtervolging. Deze medaille won hij samen met Niklas Larsen, Lasse Norman Hansen, Rasmus Pedersen en Frederik Madsen.

## Palmares

### Op de baan
| Jaar  | DK    | EK                   | WK                   | Overige                                   |       |
| Elite | Elite | Elite                | Elite                | Elite                                     | Elite |
| ----- | ----- | -------------------- | -------------------- | ----------------------------------------- | ----- |
| 2021  |       | ploegenachtervolging |                      |                                           |       |
| 2022  |       | ploegenachtervolging | ploegenachtervolging |                                           |       |
| 2023  |       |                      | ploegenachtervolging |                                           |       |
| 2024  |       | ploegenachtervolging | ploegenachtervolging | Olympische Spelen: · ploegenachtervolging |       |

### Op de weg
2021
 Deens kampioen op de weg, junioren
 Deens kampioen tijdrijden, junioren
2023
Fyen Rundt
 Deens kampioen tijdrijden, beloften

## Ploegen
- 2022 –  Uno-X Mobility Development Team
- 2023 –  Uno-X Mobility Development Team
- 2024 –  Uno-X Mobility
- 2025 –  Uno-X Mobility

Abrahamsen · Andersen · Bendixen · Bévort · Blikra  · Blume Levy · Cort · Dversnes · Eiking (vanaf 8/2) · Fredheim · Gudmestad · Hoelgaard · Holter · Hvideberg · A. Johannessen · T. Johannessen · Kristoff · J. Kulset · M. Kulset · S. Kulset · Larsen · Leknessund · Løland · Resell · Sander Hansen · Skaarseth · Tiller · Urianstad · Wallin · Wærenskjold